# Anartuto (Ort)
Anartuto ist ein Ort auf der südostasiatischen Insel Atauro, die zu Osttimor gehört. Das Dorf befindet sich auf einer Meereshöhe von 527 m, im Osten der Aldeia Anartuto (Suco Macadade, Gemeinde Atauro).

## Geographie
Das Dorf gruppiert sich entlang einer Straße, die in Nord-Süd-Richtung verläuft. 100 Meter östlich verläuft entlang der Grenze zur Aldeia Bite ein Fluss, der nur in der Regenzeit Wasser führt. Weitere 600 Meter weiter östlich verläuft eine weitere Straße in Nord-Süd-Richtung. An ihr liegt das Dorf Bite. Westlich liegt der Foho Tutonairana.

## Einrichtungen
In Anartuto befinden sich eine Grundschule und zwei Wasserreservoirs. Außerdem gibt es hier einen Hubschrauberlandeplatz für Notfälle. Mittwochs wird in Anartuto ein Markt abgehalten, auf dem Fisch, Ziegen, Gemüse und Hühner verkauft werden.
Westlich des Ortes steht eine Sendeantenne der Telekommunikationsgesellschaft Telkomcel.